# Кумау
Кумау (осет. Къуымау), ранее Гвертев (осет. Гъуертъеу, груз. გვერთეთი — Гвертети) — село в Закавказье. Согласно юрисдикции Южной Осетии, фактически контролирующей село, расположено в Знаурском районе, согласно юрисдикции Грузии — в Карельском муниципалитете.

## География
Расположено в 7 км к юго-востоку от села Корнис и в 2 км к северо-западу от села Авнев.

## Население
Село населено этническими осетинами. По переписи населения 1989 года в селе жило 39 жителей (100 % — осетины).